# Potravina

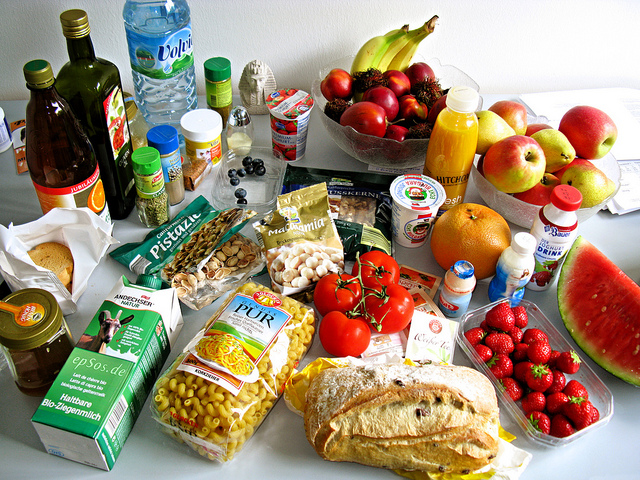
Potraviny

Potravina, také jídlo je výrobek nebo látka určená pro výživu lidí a konzumovaná ústy v nezměněném, syrovém nebo upraveném stavu.
Jde o všechny základní poživatiny, látky obsahující živiny, produkty rostlinné nebo živočišné výroby zemědělství určené k výživě člověka. Obsahují živiny, jako jsou sacharidy, tuky, proteiny, vitamín nebo minerální látky. Požité živiny jsou v lidském těle vstřebávány buňkami a využity k produkci energie, udržování životních funkcí a podpoře růstu.

## Složky potravin
Podle Národního ústavu pro vzdělávání, školské poradenské zařízení a zařízení pro další vzdělávání pedagogických pracovníků (NÚV) jsou poživatiny základní složkou potravy a dělí se na:
- potraviny
- pochutiny (koření, alkaloidní pochutiny, ostatní pochutiny, kypřicí prostředky)
- nápoje.

Potraviny jsou nejčastěji rostlinného nebo živočišného původu, konzumovat lze však také houby nebo některé stramenopilní řasy. Podle funkce ve výživě lze potraviny rozdělit na energetické, stavební a ochranné.

### Potraviny a potravinové suroviny rostlinného původu
- obilniny (pšenice, žito, ječmen a oves, rýže a kukuřice, pohanka, amarant, proso, tritikále, čirok)
- luštěniny (hrách, čočka, fazole, podzemnice olejná, sója)
- okopaniny (brambory, řepa cukrovka, topinambury, čekanka, sladké brambory)
- zelenina
- ovoce
- rostlinné tuky a oleje (olej řepkový, slunečnicový, sójový, olivový, palmový, podzemnicový, bavlníkový, světlicový, sezamový a kokosový, rostlinná másla aj.)
- ořechy, mák, semena
- koření
- zelené řasy.[2]

### Potraviny a potravinové suroviny živočišného původu
- maso (včetně ryb) a masné výrobky
- vnitřní orgány (srdce, mozek, játra aj.)
- bezobratlí živočichové (potrava domorodých kultur, dnes populární exotická potravina)
- mléko a mléčné výrobky
- vejce a výrobky z nich
- včelí med (bývá někdy zařazován mezi suroviny rostlinného původu – sladidla).[2]

### Potraviny a potravinové suroviny jiného původu
- houby
- chaluhy[3]

## Zvláštní kategorie potravin

### Česká potravina
Dle novelizovaného zákona č. 110/1997 Sb., o potravinách a tabákových výrobcích, a jeho prováděcí vyhlášky je česká potravina taková, která je ze 100 procent z českých surovin a vyrobili ji v České republice. To se týká mléka a nezpracovaných potravin typu ovoce, zeleniny, masa. Označení může nést i zpracovaná potravina, jejíchž 75 procent složek použitých při výrobě pochází z České republiky a podstatná část jejího zpracování se udála rovněž v ČR.

### Regionální potravina
Regionální potravina je produkt – potravinářský nebo zemědělský výrobek –, který je vyroben v příslušném regionu, pochází zejména z tuzemských surovin a vykazuje nezaměnitelné regionální charakteristiky (např. Poštulkovy tvarůžkové moučníky). Regionem se rozumí celek vymezený pomocí administrativních hranic kraje, jako vyšší územněsprávní celek.

### Biopotravina
Biopotravina je potravina vyrobená z bioproduktů, povolených přídavných a pomocných látek a také vyhláškou povoleného podílu surovin nepocházejících z ekologického zemědělství, a to za podmínek stanovených vyhláškou.

### Zelená potravina
Jako zelená potravina se označují řasy, bakterie a trávy s významným podílem bílkovin a vysokou nutriční hodnotou. V propagaci se často označují také jako superpotraviny. Pojem zelená potravina ani superpotravina není jednoznačně vymezen. Běžně se k zeleným potravinám řadí chlorella, mladý ječmen a spirulina. Jako zelené potraviny se označují také vojtěška a mladá pšenice. Obecně k zeleným potravinám lze řadit jakoukoli zelenou zeleninu.

### Geneticky modifikovaná potravina
Geneticky modifikované (GM) potraviny jsou takové, které obsahují geneticky modifikované organizmy (GMO), sestávají z GMO nebo jsou z GMO vyrobeny.

#### Bezpečná potravina
Bezpečná potravina odpovídá pojmu food safety (bezpečnost potravin) – hygienická a zdravotní nezávadnost potravin.
- Hygienicky nezávadná potravina je vyrobena za dodržování schválených postupů a hygienických norem, které určují její vlastnosti. Je vhodná pro lidskou spotřebu.[6]
- Zdravotně nezávadná potravina splňuje chemické, fyzikální a mikrobiologické požadavky na zdravotní nezávadnost stanovené právními přepisy nebo je uváděna do oběhu s příslušným souhlasem Ministerstva zdravotnictví (např. doplňky stravy). Není škodlivá pro zdraví člověka.[6]

Bezpečná potravina je vhodná pro lidskou spotřebu a nepoškozuje zdraví člověka za předpokladu, že je připravena a konzumována dle návodu k použití. Ze zákona o potravinách jednoznačně vyplývá, že do prodeje může být uveden jen takový výrobek, který tuto podmínku splňuje. Tedy všechny potraviny na trhu by měly být bezpečné.

### Kvalitní potravina
Bezpečnost potraviny je základem pojmu kvalita potraviny. Avšak bezpečná potravina nemusí být nutně potravina kvalitní, potravina s biologickou hodnotou. Ta se označuje spíše jako potravina pro zdravou výživu (nesprávně zdravá potravina).
Podle zákona č. 110/1997 Sb., o potravinách a tabákových výrobcích, ve znění pozdějších předpisů se jakostí potravin rozumí soubor charakteristických vlastností jednotlivých druhů, skupin a podskupin potravin a tabákových výrobků, jejichž parametry jsou stanoveny zákonem a prováděcími vyhláškami. V praxi se kvalitní potravina vyznačuje mnoha dalšími jakostními znaky a kritérii, často o nich rozhoduje sám výrobce, tato kritéria nejsou kontrolována orgány státního dozoru.
Kvalita výrobků je jedním ze základních požadavků vyžadovaných spotřebitelem.
Kvalita potravin je ovlivňována také prostřednictvím přídatných látek (barviva, konzervanty, emulgátory aj.). Potraviny mohou být také obohacovány potravními doplňky (vitamíny, minerály aj.).

### Další
- Funkční potraviny
- Doplňky stravy – Jako účinné složky obsahují vitamíny, minerály a další látky, dříve označované jako potravní doplňky.
- Potraviny nového typu

## Zdroje potravin
Historicky potraviny pocházejí především z lovu a chovu zvířat na straně jedné nebo zemědělství na straně druhé. V současnosti nejvíce potravin získáváme prostřednictvím potravinářského průmyslu. Většina potravin má rostlinný původ, buď přímo, nebo nepřímo (živočišná výroba využívá rostliny ke krmení zvířat).
Mezi nejvýznamnější potraviny vůbec patří kukuřice, pšenice a rýže. Právě obiloviny jsou základním zdrojem energie pro lidskou výživu; celosvětově je podíl obilovin na výživě odhadován na 60–70 %.
Zatímco západní svět se potýká s nadbytkem potravin, rozvojové země trpí podvýživou a hladem. V této souvislosti jsou vyzdvihovány nové typy potravin. Již v roce 1974, při příležitosti konání první Světové konference o jídle označila Organizace pro výživu a zemědělství (FAO) jako „nejlepší jídlo pro budoucnost“ spirulinu. Mezinárodní snahy o distribuci potravin do oblastí, kde jsou životně potřebné, zaštiťuje Světový potravinový program. Ročně distribuuje asi 4 miliony tun potravin.
Převážná většina států je schopna zajistit potravu z domácí produkce.

## Příprava potravin
Člověk má čtyři základní chutě: sladkou, kyselou, slanou a hořkou. Někdy se k nim řadí i pátá, tzv. umami – překládá se jako chuť delikátní, chutná.
Potraviny, jejich výroba, zpracování a příprava odráží mnohé z místní kultury. Mnoho národů charakterizuje také typická gastronomie s charakteristickými chutěmi, například italská kuchyně, francouzská, japonská, čínská, thajská nebo americká kuchyně.
Potraviny a potrava odrážejí také náboženské nebo morální postoje, například vegetariánství, veganství. Závisí také na individuálních preferencích, zvyklostech nebo zdravotním stavu. Váže se k civilizačním chorobám (obezita, diabetes, potravinová alergie aj.)
Mnoho druhů jídla může být konzumováno v syrové podobě; příprava spočívá v mytí, krájení, míchání, kořenění aj. Typická příprava potravin však spočívá ve vaření, příp. pečení nebo smažení a dalších typech tepelné úpravy. Specifickou, aktuálně populární přípravou jídla je zpracování za nízkých teplot. Pak hovoříme o tzv. raw food (vitariánství).

## Potraviny ve výživě člověka
Potraviny jsou nedílnou součástí výživy, lidský organismus je potřebuje k získání energie, růstu a obnově buněk tkání a orgánů. Energii dodávají prostřednictvím svého obsahu – bílkovin, sacharidů, tuků, vitamínů, minerálů, vlákniny a vody. Optimální strukturu výživy – poměr jednotlivých potravin ve zdravé výživě – zobrazuje tzv. potravinová pyramida. Návody, jaké potraviny a v jakém množství konzumovat k udržení či obnovení zdraví dávají výživová doporučení.